# 단나 단층

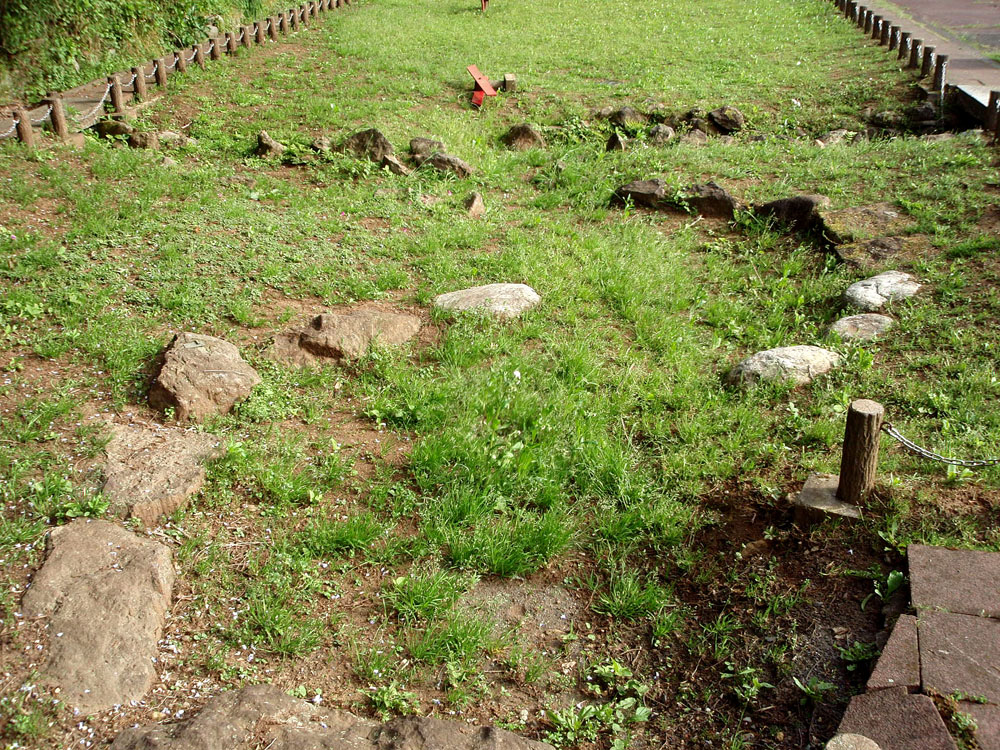
기타이즈 지진으로 어긋난 정원석

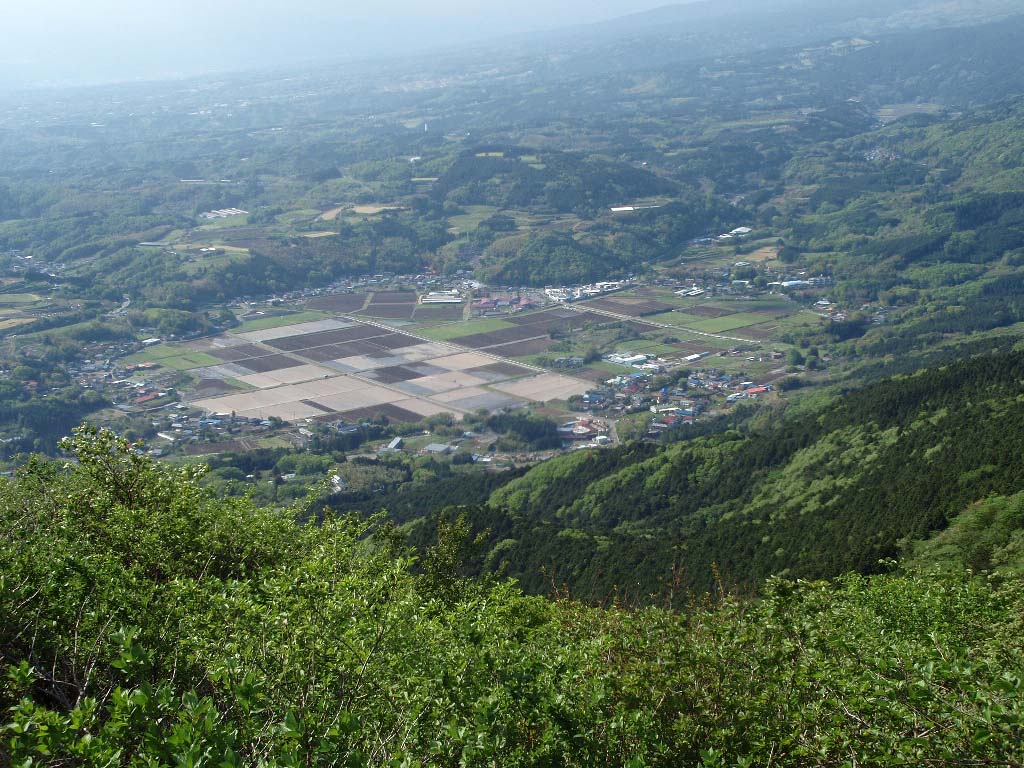
단나 분지. 사진의 오른쪽 안에서 왼쪽 아래로 단층이 지난다.

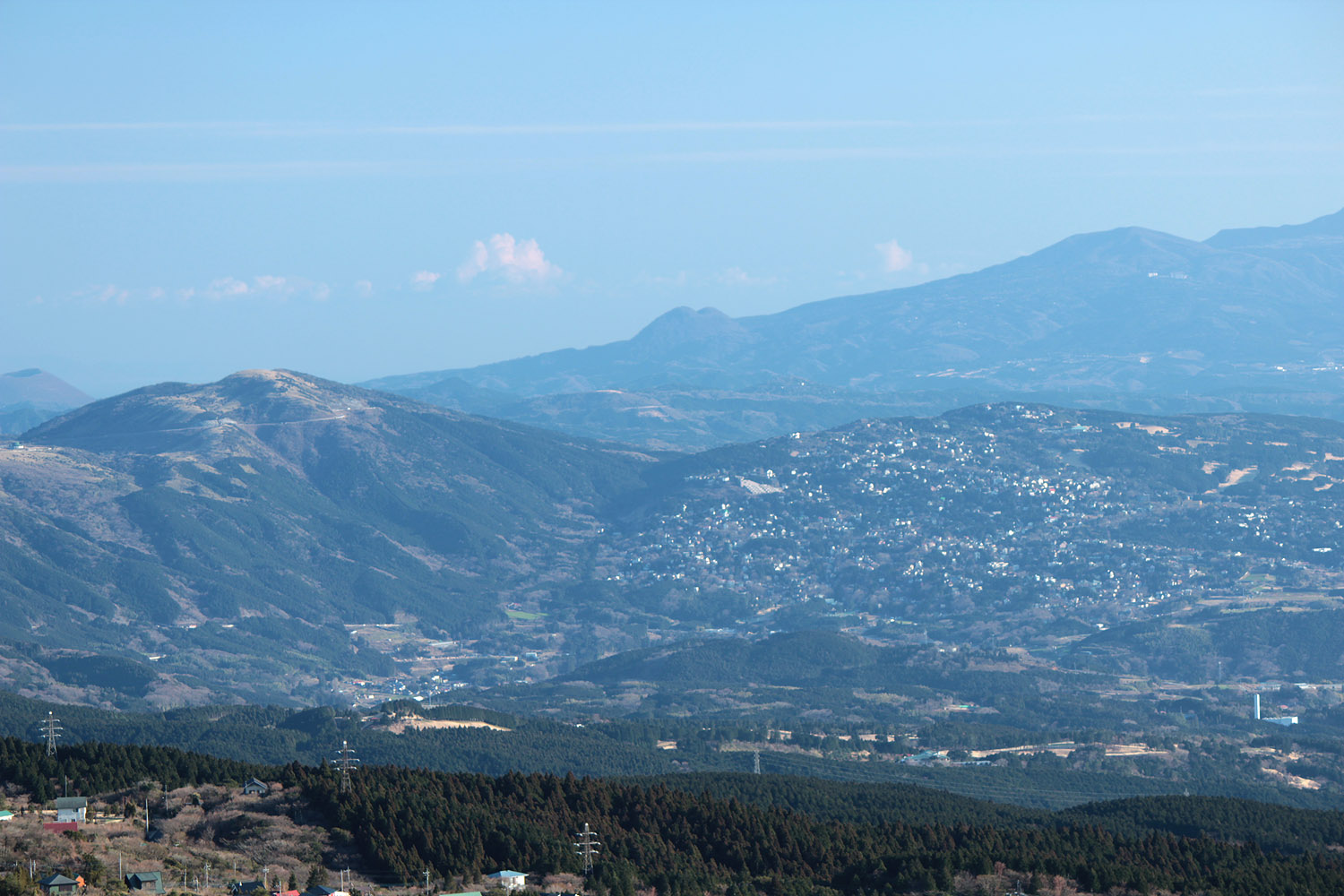
하코네 산의 외륜산에서 바라본 단층곡(중앙)

단나 단층(丹那断層)은 시즈오카현의 이즈반도 북동부의 하코네 산 남쪽 기슭에서 간나미정의 단나 분지를 지나 남쪽의 이즈시에 이르는 30km정도의 기타이즈 단층대를 대표하는 단층이다. 약 700~1000년 주기로 대지진을 일으키는 것으로 추측된다.
단나 단층은 1930년 11월 26일에 발생한 기타이즈 지진의 원인으로, 단층의 변위가 명확하게 드러난 부분은 단층 공원으로 보존되어 있다.
국가 지정 천연 기념물(1935년 지정)이며 2007년 일본의 지질 백선에 선정되었다.

## 같이 보기
- 일본의 지질 백선
- 기타이즈 지진
- 단나 터널